# Артген биотех
Артген биотех (до 18 июля 2023 года компания называлась Институт стволовых клеток человека (ИСКЧ)) — публичная биотехнологическая компания, основанная в 2003 году. Ведёт разработки и предоставляет услуги связанные с клеточными, генными и постгеномными технологиями, развивая сферу персонализированной и профилактической медицины.
В холдинг входят 13 компаний в сфере генной терапии, регенеративной медицины, биофармацевтики, генетической диагностики и консалтинга, являющиеся эмитентами Московской биржи и резидентами «Сколково». Вошла в ТОП 10 инновационных компаний России в рейтинге «ТехУспех».
Акции «Артген биотех» входят в обновленный список топовых российских акций средней и малой капитализации.

## История
Основана в 2003 году, в том же году запущен первый проект — «Гемабанк» (банк персонального хранения гемопоэтических клеток пуповинной крови).
Значительную долю выручки, около 2/3 на 2014 год, ИСКЧ получал от предоставления услуг по забору и хранению пуповинной крови. «Гемабанк» по состоянию на 2015 год хранил около 22 тысяч образцов, из них за десять лет было востребовано лишь 17 единиц. По состоянию на конец 2023 года в учреждении хранится более 40 тысяч персональных образцов биоматериалов, включая гемопоэтические стволовые клетки пуповинной крови, а также мезенхимальные стволовые клетки и ткань пупочного канатика. На конец 2023 года из образцов пуповинной крови, сохраненных в «Гемабанке» было проведено 57 успешных трансплантаций для применения в терапии различных заболеваний: ДЦП (детский церебральный паралич), лейкемия, расстройство аутического спектра, анемия Фанкони, нейробластома, синдромом Швахмана-Даймонда и др.
В декабре 2009 года фирма провела IPO на фондовой бирже ММВБ (с 2012 года — Московская биржа), в рамках первичного предложения акций привлечено 142,5 млн руб. за 20 % от увеличенного уставного капитала. Первичное публичное размещение акций ИСКЧ стало первым IPO биотехнологической компании в России.
В 2010 году ИСКЧ получил от Росздравнадзора РФ разрешение на технологию применения аутологичных (собственных) фибробластов кожи для коррекции её возрастных и рубцовых дефектов. Технология была выведена на рынок с начала 2011 года под торговым наименованием SPRS-терапия и применяется по сегодняшний день.
В 2011 году был приобретён контрольный пакет акций российской медицинской компании «Крионикс», совместно с «Криониксом» участвовал в проекте «СинБио».
В 2011 году в России был зарегистрирован и с 2012 года внедряется в клиническую практику разработанный ИСКЧ первый геннотерапевтический препарат для лечения ишемии нижних конечностей атеросклеротического генеза (терапевтический ангиогенез) под торговым наименованием Неоваскулген.
Представитель общества доказательной медицины, Василий Власов отмечал, что препарат по состоянию на 2015 год не упоминается ни в базе медицинских статей MEDLINE, ни в базе данных Управления по контролю за продуктами питания и лекарствами (FDA, США). По состоянию на 2024 год упоминается в базе медицинских статей Pubmed. В РФ препарат Неоваскулген входит в перечень ЖНВЛП.
В 2012 году для проведения исследований и внедрения в практическое здравоохранение в РФ современных технологий генетических исследований, генетической диагностики и репродуктивной генетики была создана дочерняя компания ИСКЧ — «ЦГРМ „Генетико“», одним из участников которой в 2014—2020 годах являлся «Биофонд РВК».
ИСКЧ принадлежит банк репродуктивных клеток и тканей «Репробанк», основанный в 2013 году. Осуществляет деятельность по предоставлению донорских образцов спермы и яйцеклеток для лечения бесплодия, по персональному хранению репродуктивных материалов в целях биострахования, а также по их профессиональной транспортировке.
В 2020 году дочерняя компания ИСКЧ — ООО «НекстГен» — при поддержке Фонда «Сколково», в сотрудничестве с Центром «Genetico» и ООО «Биопалитра» разработал и зарегистрировал тест-системы для выявления протективного иммунитета к коронавирусу SARS-CoV-2 (определение наличия антител).
С августа 2020 года ИСКЧ (дочерняя компания — ООО «Бетувакс») занимается разработкой вакцины против COVID-19. Результаты доклинических исследований вакцины опубликованы в международном журнале Vaccines.
По итогам 2020 года более половины консолидированной выручки компанией было получено от сервисов генетического тестирования, а также от услуг персонального банкирования биоматериалов.
В 2022—2023 годах ИСКЧ инвестирует в научно-исследовательскую компанию «Гистографт», в результате чего получит в ней контрольную долю.
В мае 2022 года ИСКЧ и фармхолдинг «Ростеха» «Нацимбио» договорились о проведении клинических исследований, производстве и коммерциализации совместно разработанной комбинированной вакцины для профилактики гриппа и коронавирусной инфекции.
В 2023 году компания группы «Артген биотех» — «Генетико» провела публичное первичное предложение акций (IPO) на Московской бирже и привлекла 178,8 млн руб. В этом же году Росздравнадзор включил центр «Генетико» в перечень медицинских организаций, имеющих право проводить лабораторные и клинико-лабораторные исследования медицинских изделий для их регистрации на территории стран Евразийского экономического союза (ЕАЭС).
В 2023 году компания группы «Артген биотех» — «Развитие биотехнологий» (РБТ), занимающаяся развитием платформы для разработки противовирусных вакцин на основе поверхностных рекомбинантных белков и сферических частиц адъюванта, в ходе закрытого размещения на инвестиционной платформе Rounds привлекла 155 млн рублей. Акции РБТ доступны для торговли на внебиржевом рынке (Over The Counter, ОТС) акций Московской биржи.
В 2024 году «Артген биотех» заключила с компанией «Гистографт», инвестиционное соглашение, согласно которому инвестирует в разработку 5-ти новых медицинских изделий для тканевой инженерии, а консолидированная доля группы Артген биотех в Гистографт увеличится до 64 %.
Рейтинговое агентство АКРА присвоило в 2021 году ПАО «Артген биотех» рейтинговую оценку BB+(RU) со стабильным прогнозом. Рейтинг ежегодно подтверждался, в 2024 году был понижен до BBB-(RU)..

## Собственники и руководство
По состоянию на 31 декабря 2023 года, крупнейшими акционерами ИСКЧ являлись: Исаев А. А. — 44,62 %, ИСКЧ Венчурс — 10,79 %, ООО «МирМам» — 13,9 %, ПАО «ММЦБ» — 8,10 %. Всего у компании, по данным реестра, более 46 тысяч акционеров.
Генеральный директор — Масюк Сергей Владимирович, председатель совета директоров — Исаев Артур Александрович.